# Porto do Soyo
O Complexo Portuário do Soyo, ou simplesmente Porto do Soyo, são um conjunto de terminais portuários angolanos localizados no município do Soyo, na província do Zaire. Encontra-se na foz do rio Congo, numa extensa área estuarina formada pela bacia onde deságua aquele flúmem.
O complexo pertence ao governo angolano, sendo este o responsável por sua administração por meio das empresas Kwanda - Suporte Logístico (subsidiária da Sonangol) e Empresa Portuária do Soyo-E.P. (estatal). A maior transportadora do porto é a empresa estatal de logística angolana Unicargas.
Junto aos portos de Luanda (Luanda), Lobito (Benguela), Porto Amboim (Cuanza Sul), Cabinda (Cabinda) e Moçâmedes (Namibe), formam os maiores complexos portuários do país. É o maior complexo portuário em operação no rio Congo.
O complexo portuário é formado pelo Porto Central do Soyo (no centro da cidade) e pelo Porto da Ilha Cuanda. A conexão de todos os portos é feita pela rodovia EN-100.
Os porto Central do Soyo é especializado em cargas alimentícias e transporte veículos e pessoas; já o porto da Ilha Cuanda está especializado em petróleos e no escoamento de manufaturados.
Considera-se que o Porto Central do Soyo, o mais antigo do complexo, tenha iniciado suas atividades possivelmente em 1530, com a criação do Distrito do Santo Antônio do Zaire. Já o Porto da Ilha Cuanda foi erguido na década de 1980, dado a necessidade de expansão de estruturas para transporte de petróleos.